# 三阳南货店

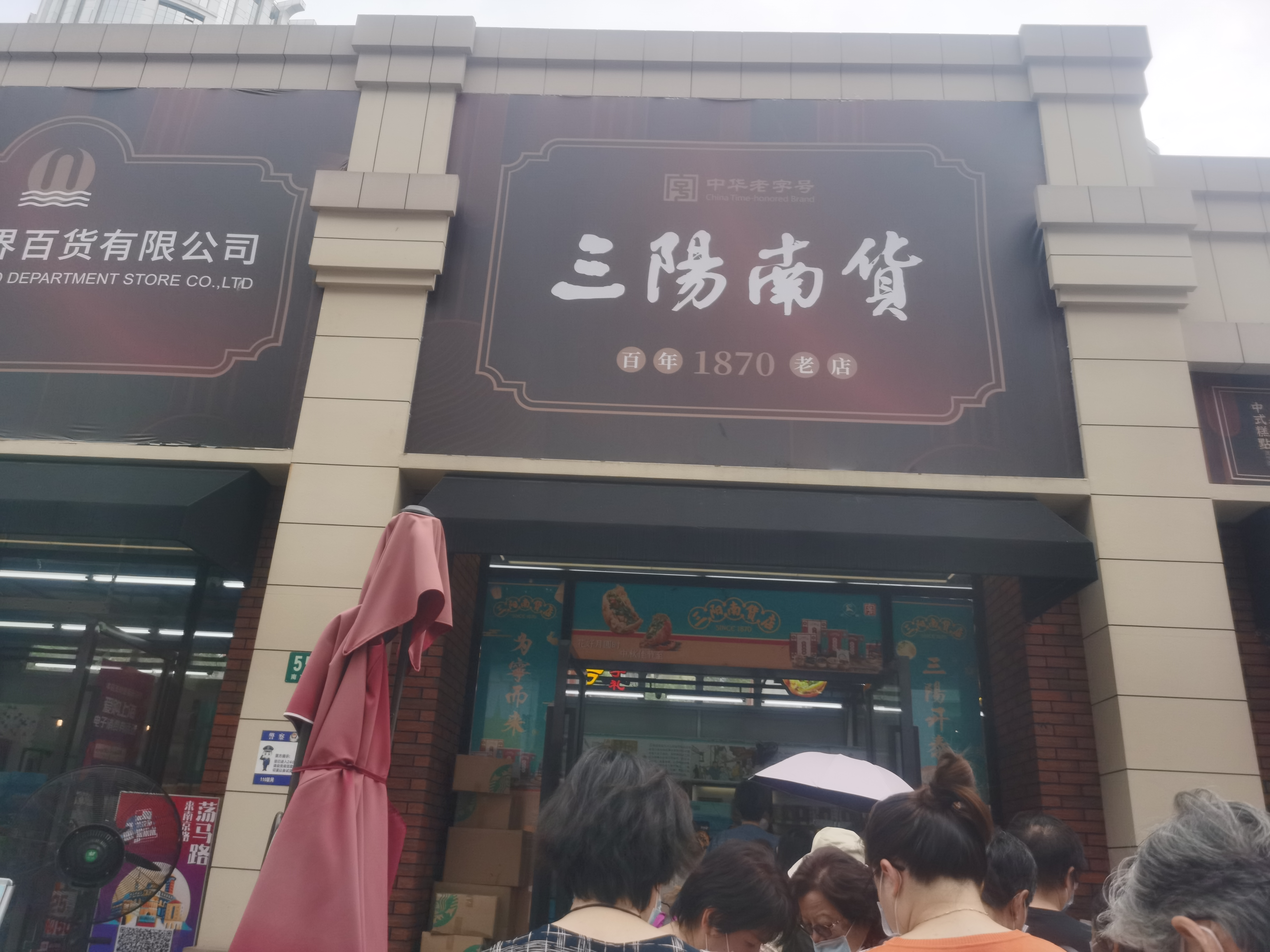
南京路步行街上的三阳南货店

三阳南货店是位於中華人民共和國上海市黃浦區南京路步行街的一家商店，主要经营宁式糕点。清朝咸丰年间（一說創辦於同治九年，即1870年），宁波人唐振三開辦三阳南货店。1956年，商店公私合營。1966年改名为向阳南货店，1977年恢复原名。1984年在金陵东路增设分店。